# Asking Alexandria
Asking Alexandria est un groupe de metalcore britannique, originaire de York, dans le North Yorkshire, formé en 2008 lorsque Ben Bruce contacte ses anciens camarades avant de retourner au Royaume-Uni, après avoir résidé à Dubaï.
Les membres actuels du groupe incluent Ben Bruce (guitariste principal), Cameron Liddell (guitare rythmique), James Cassells (batterie) et Danny Worsnop, de retour après une pause de presque deux ans (entre janvier 2015 et fin 2016) durant laquelle il est remplacé par Denis « Stoff » Shaforostov (ex-Make Me Famous et Down and Dirty).

## Biographie

### Débuts etStand Up and Scream(2006–2009)
Asking Alexandria est initialement formé à Dubaï, aux Émirats arabes unis, alors que le guitariste Ben Bruce conçoit le groupe et compose un album (intitulé The Irony of Your Perfection) avec les autres membres sous le nom d'Asking Alexandria. Le groupe se sépare peu de temps après et Ben explique plus tard que « le groupe connu sous le nom d'Asking Alexandria de Dubaï ne s'est formé que pendant un mois avant sa séparation, et qu'il n'a jamais embarqué pour une tournée. »
En 2008, Ben revient au Royaume-Uni, laissant derrière lui ses anciens amis. Cependant, Ben n'avait pas de quoi mettre en avant sa carrière musicale et refonde alors le groupe Asking Alexandria avec de nouveaux membres. Ben explique qu'il est à l'origine du nom du groupe, et que, comme il l'adorait, décide de le former dans un nouvel état d'esprit. Il explique également que c'est un différent Asking Alexandria qui compose l'album The Irony of Your Perfection. Cette même explication se génère dans d'autres entrevues avec le groupe, et reste confuse parmi les fans. Asking Alexandria, depuis sa formation en 2008, connait du changement parmi ses membres, et devient un groupe de cinq plutôt que de six depuis le départ de Ryan Binns (au synthétiseur). Le dernier changement connu impliquait le bassiste Sam Bettley, qui a remplacé Joe Lancaster en janvier 2009. Lancaster joue pour la dernière fois à Fibbers, York, le 4 janvier. Le groupe emménage aux États-Unis, fait la promotion de leurs musiques dans plusieurs émissions, et prépare un nouvel album.
Après des mois de tournée au début de 2009, le groupe réalise son premier album studio entre le 19 mai et le 16 juin 2009 aux Foundation Recording Studios à Connersville, Indiana, aux États-Unis accompagné du producteur Joey Sturgis. Asking Alexandria annonce son contrat avec Sumerian Records peu après la commercialisation de leur nouvel album Stand Up and Scream, le 15 septembre 2009. Le groupe gagne en popularité aux États-Unis, et partent en tournée avec des groupes prestigieux tels que Alesana, Enter Shikari, The Bled et Evergreen Terrace.

### Reckless and Relentless(2010–2012)

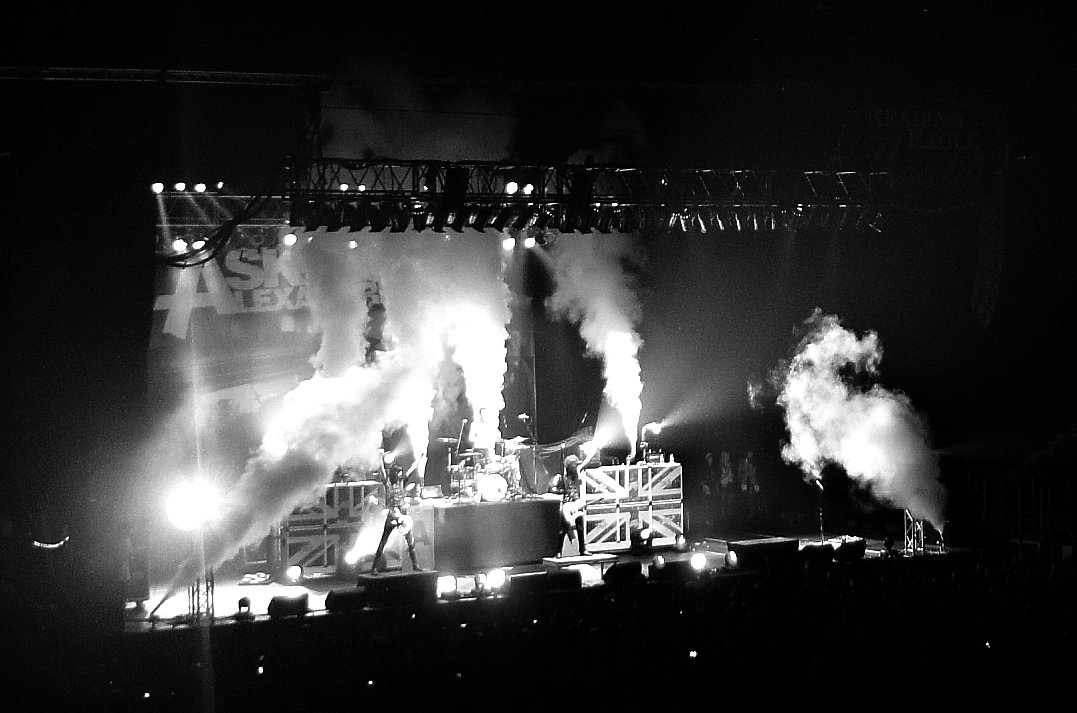
Asking Alexandria, à Reading en novembre 2011.

Le 22 décembre 2009, Asking Alexandria annonce un second album pour janvier 2010. Il informe également que les internautes pourront voir en direct par webcam sa composition par le biais du site Stickam. Il annonce également sa reprise avec le producteur Joey Sturgis en septembre 2010. Le groupe confirme lors d'une entrevue chez Shred News que l'album devrait être commercialisé au début de 2011, avec 12 chansons incluses. Dans la même entrevue, il indique que le titre principal de l'album n'a pas encore été choisi. Il explique également qu'il sera disponible en pré-commande dès novembre 2010, et commercialisé au début de 2011. Une chanson Breathless est jouée en live et peut être trouvée sur YouTube. Danny publie également les paroles sur son compte Twitter.
En mars, Asking Alexandria entame une nouvelle tournée en Amérique du Nord, cette fois-ci avec des groupes tels que Attack Attack!, Breathe Carolina, des membres du label I See Stars, et Bury Tomorrow. Plus tard, il annonce sa tournée en solo en mars 2010 toujours en Amérique du Nord entre mai et juin 2010. We Came as Romans, From First to Last, Our Last Night et A Bullet for Pretty Boy (en) ont été les invités de la tournée. Bruce confirme lors d'une entrevue chez Inside Heavy l'apparition du groupe au festival Thrash and Burn, sans pour autant révéler de plus amples détails. Asking Alexandria embarque pour le Thrash and Burn Tour et joue Breathless, prochainement exposé dans l'album Reckless and Relentless. Le groupe compose également sa version de Right Now (Na Na Na) d'Akon, plus tard publié dans l'album Punk Goes Pop 3 en novembre 2010.

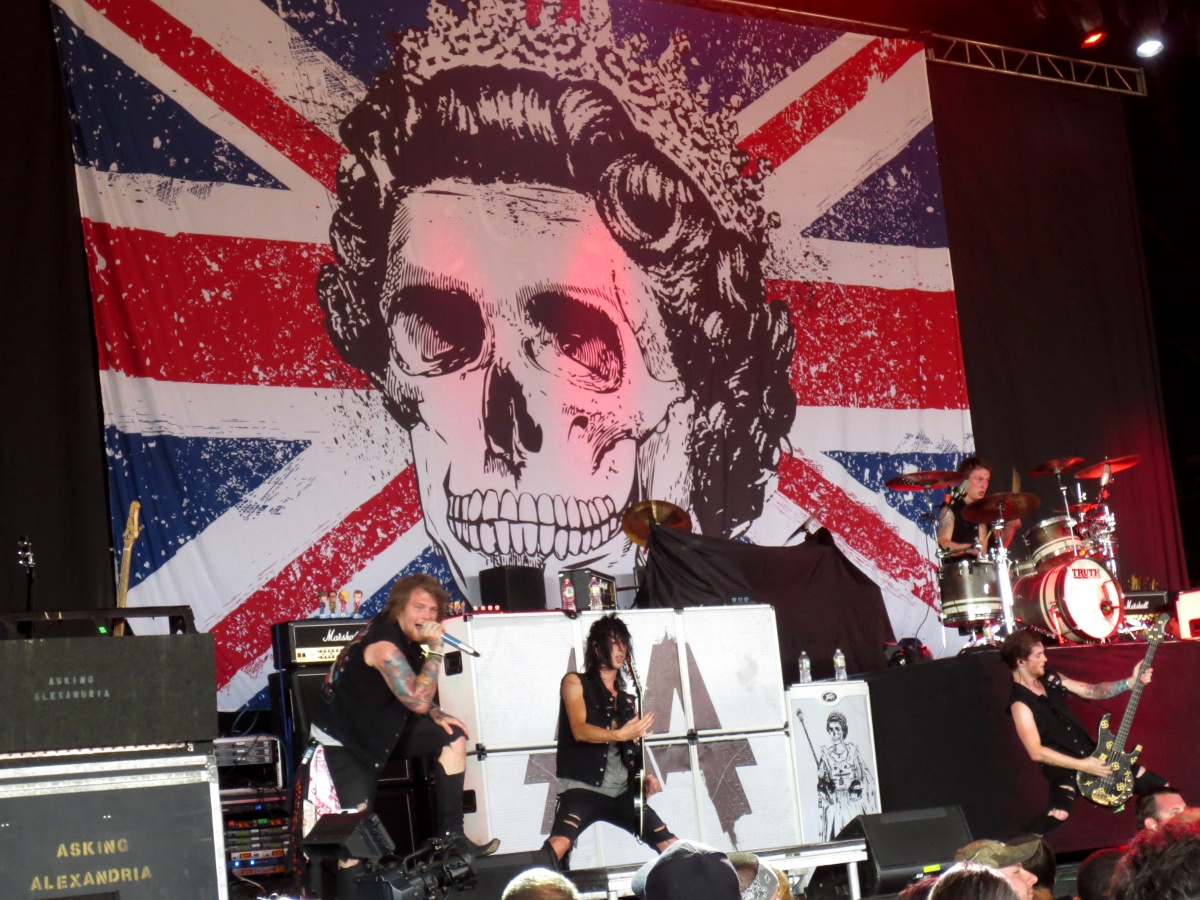
Asking Alexandria, au Mayhem Festival 2012.

À Las Cruces, au Nouveau-Mexique, pendant le Short But Sweet Tour qui prend place au début d'octobre, Asking Alexandria est interviewé sur la sortie de son prochain album et d'éventuels vidéoclips futurs. Bruce avant plus amples détails. Reckless and Relentless sera disponible en pré-vente en décembre 2010 et commercialisé en février 2011. Le 23 novembre 2010, Asking Alexandria sort un nouvel EP intitulé Life Gone Wild en pré-vente, et prévu pour le 21 décembre 2010. L'EP contient la nouvelle chanson Breathless, des remixes dubstep de A Single Moment of Sincerity et Not the American Average, entre autres. Le 5 avril 2011, Reckless & Relentless est commercialisé comme prévu. Le 11 avril 2011, le groupe fait ses débuts à la télévision nationale, jouant les chansons Someone, Somewhere et Closure au Jimmy Kimmel Live!. Le groupe annonce sur Facebook le 22 décembre 2011, une vidéo de leur chanson To the Stage. En 2012, le groupe remporte les Independent Music Awards pour la chanson Reckless and Relentless dans la catégorie de meilleur album hardcore/metal.

### From Death to Destiny(2013–2014)
Asking Alexandria annonce un troisième album pour 2013. Le magazine américain Revolver inclut l'album dans sa liste des albums les plus attendus de l'année 2012. Le 1er mai 2012, Asking Alexandria diffuse une bande-annonce de leur nouveau vidéoclip « choc » intitulé Through Sin + Self Destruction. Il promet un « regard controversé et non-censuré sur la vie actuelle des rockstars. » Exclusivement disponible sur iTunes, la vidéo présente une trilogie de trois chansons extraites de leur troisième album incluant Reckless and Relentless, To the Stage et Dear Insanity. Le 30 novembre 2012, le groupe annonce un nouvel EP, Under the Influence: A Tribute to the Legends of Hard Rock, exclusivement réservés pour les inscrits au Revolver Magazine. Le 2 décembre, le groupe est impliqué dans un accident pendant leur voyage de Chicago vers Cleveland. Aucun membre n'a été blessé, mais le bus du groupe est sérieusement endommagé. Le 9 décembre, durant le Monster Energy Outbreak tour à New York, Danny Worsnop se trouve dans l'incapacité de chanter à la suite de problèmes aux cordes vocales, et que ses amis des groupes Attila et I See Stars chanteraient à sa place jusqu'à son rétablissement. Le 7 janvier 2013, Danny obtient un rendez-vous avec le Dr Sugerman qui lui prescrit des médicaments et du repos.
Au début de 2013, le groupe peaufine son troisième album, dont un extrait, intitulé Run Free, est mis en ligne en août 2012. En mars, Asking Alexandria annonce avoir fini l'album. Le titre de l'opus est révélé le 28 mars, en même temps qu'un second extrait, The Death of Me est révélé au public ; il s'intitule From Death to Destiny et sort le 8 août 2013.

### The Black(2015–2016)

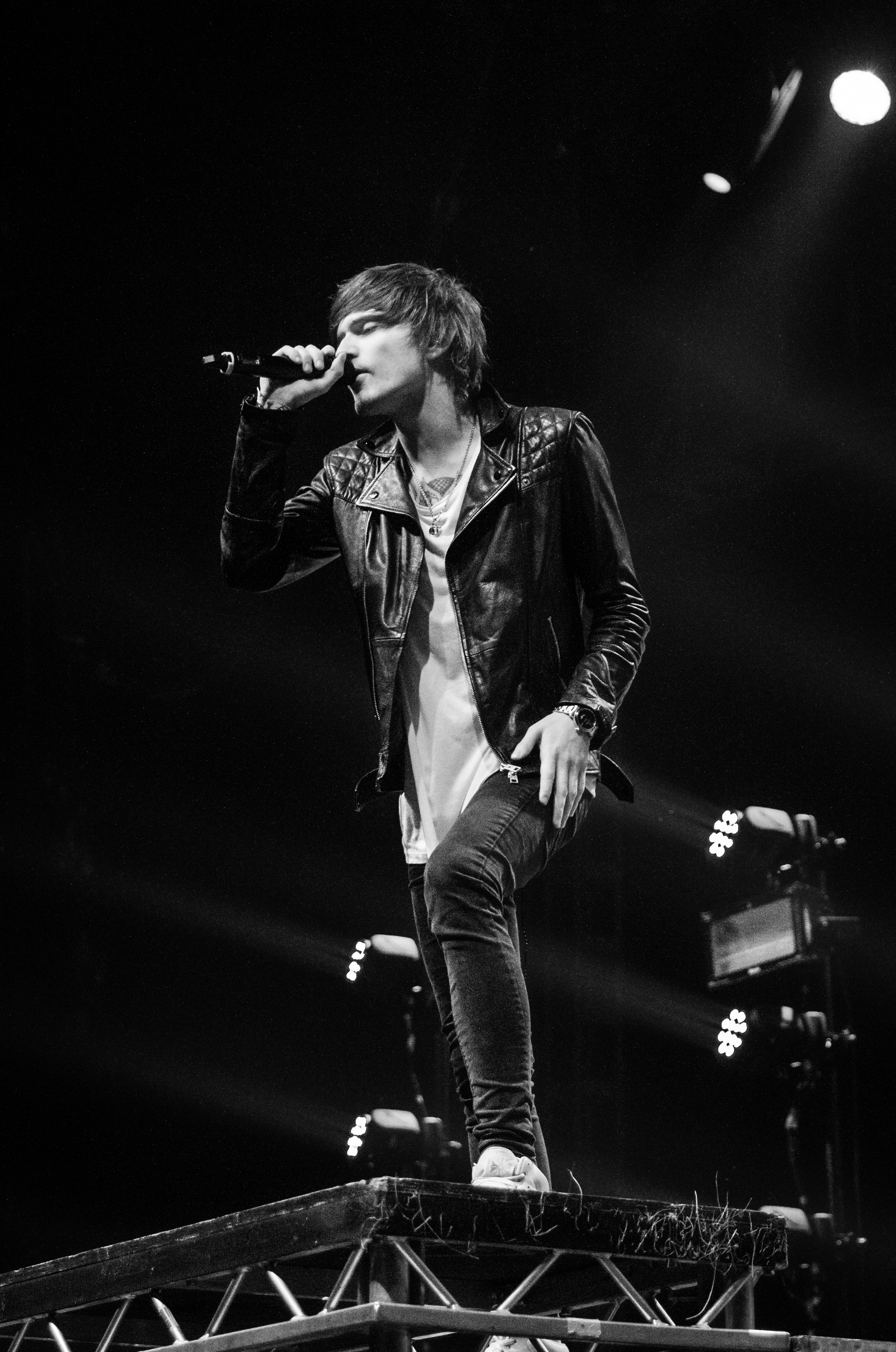
Denis Stoff est membre d'Asking Alexandria au début de 2015 et jusqu'à son départ en 2016.

Dans une interview datant du 7 janvier 2015, le guitariste du groupe Benjamin Bruce annonce la sortie de leur nouvel album au cours de l'été 2015. Aucune autre précision n'est donnée sur cet album, ni de titre, ni de chansons. Danny Worsnop (ancien chanteur du groupe) annonce son départ le 23 janvier 2015. Cependant, le groupe poursuit sa route avec un nouveau chanteur nommé Denis Shaforostov (aussi connu sous le nom de Stoff). 
Pendant leur tournée européenne en tête d'affiche, ils annoncent que la sortie de leur futur album, initialement prévue pour octobre ou novembre, se fera au début de 2016. Le 1er février 2016, ils révèlent le titre, The Black, et via la diffusion de son clip vidéo sur la plateforme YouTube. Quatre nouveaux morceaux ont déjà vu le jour : I Won't Give In, Undivided, The Black et Let It Sleep. La sortie du nouvel album est repoussée à mars 2016 et sera intitulé The Black. En octobre 2016, le groupe annonce le départ du chanteur Denis Shaforostov et le retour de son prédécesseur Danny Worsnop.

### Album éponyme (2017-2018)
Le groupe retourne en studio dès le début de 2017 et annonce avoir terminé l'album en juillet de la même année. Toutefois, il faut attendre plusieurs semaines pour que le premier single Into the Fire soit dévoilé via son clip le 21 septembre 2017. Un deuxième titre Where Did it Go est mis en ligne par le label, Sumerian Records, le 25 octobre 2017, qui annonce en même temps la date de sortie officielle du cinquième album pour le 15 décembre 2017. Si le titre du disque, composé par Mat Good, devait être initialement Eve, il est décidé de donner à l'album un titre éponyme, le premier choix étant jugé « improbable ».

### Like a House on Fire(depuis 2019)
Le 11 juillet 2019, le groupe dévoile un nouveau titre, The Violence. Le 6 décembre, une version dubstep remixée par Sikdope est publiée. Pour la fin de l'année 2019, le groupe offre comme cadeau de Noël à ces fans une réédition de leur dernier album éponyme. Celle-ci comprend six nouvelles pistes dont une démo, une version acoustique de titre de l'album mais aussi une reprise du titre en live de Perfect d'Ed Sheeran.
Le 12 février 2020, un nouveau titre, They Don't Want What We Want (And They Don't Care), sort. Le 4 mars, le groupe annonce leur nouvel album, Like a House on Fire, prévu pour le 15 mai 2020. Un troisième single, Antisocialist, sort le jour de cette annonce. 

## Style musical et influences
La musique d'Asking Alexandria est décrite par la presse spécialisée comme du metalcore, de l'electronicore, et du heavy metal. Worsnop explique sur Twitter s'être grandement inspiré d'Aerosmith : « Au fil du temps, j'oublie à quel point Aerosmith est parfait. Ensuite je joue leur musique et je reviens à la vie. Ma plus grande inspiration de tous les temps. » Worsnop et Bruce expliquent également s'être grandement inspiré des groupes de rock et de metal des années 1980, comme Guns N' Roses, Metallica et Mötley Crüe : « Nous écoutons également des groupes comme Bring Me the Horizon, The Devil Wears Prada, tout un mélange de groupes. Quand nous avons écrit notre premier album, je suppose que nous nous sommes principalement inspiré des groupes britanniques. Nous écoutions beaucoup de Vanna, et un autre groupe appelé Burden of a Day, alors ils ont pas mal influencé notre premier album, honnêtement. »
Asking Alexandria fait paraître un EP intitulé Under the Influence: A Tribute to the Legends of Hard Rock en l'honneur des groupes qui les ont influencé comme Journey, Whitesnake, Mötley Crüe, et Def Leppard. Aussi, sur l'EP Life Gone Wild, ils font honneur à Skid Row en y incluant deux reprises de leurs chansons ; 18 and Life, et Youth Gone Wild. Asking Alexandria cite Skid Row comme leur plus grande inspiration.
Dans une entrevue, Cameron explique s'être inspiré de Slipknot, Papa Roach, des groupes des années 1980 comme Motley Crue et Guns N’ Roses, et autres. Il explique également : « James et moi aimons les groupes de hardcore... » Ben Bruce explique dans de nombreuses entrevues s'être inspiré de Blink-182, The Beatles, Eric Clapton, B.B. King, Gary Moore, Joe Bonamassa, Metallica, Slipknot, Deep Purple, Michael Bublé, Foreigner, et Ozzy Osbourne.

## Membres

### Membres actuels
- Ben Bruce - guitare, chœurs (depuis 2008)
- Cameron Liddell - guitare rythmique, chœurs (depuis 2008)
- James Cassells - batterie (depuis 2008)
- Danny Worsnop - chant, synthétiseur, piano (2008-2015, depuis 2016)

### Anciens membres
- Ryan Binns - claviers, synthétiseur, piano (2008)
- Joe Lancaster - basse (2008–2009)
- Denis Shaforostov - chant (2015-2016)
- Sam Bettley - basse (2009-2024)

## Discographie

### Albums studio
- 2007 : The Irony of Your Perfection (en)
- 2009 : Stand Up and Scream
- 2011 : Reckless and Relentless
- 2013 : From Death to Destiny
- 2016 : The Black
- 2017 : Asking Alexandria
- 2020 : Like a House on Fire
- 2021 : See What’s On The Inside

### EP
- 2008 : Asking Alexandria (démo)
- 2010 : Life Gone Wild
- 2011 : Stepped Up and Scratched
- 2012 : Under The Influence -  A Tribute to the Legends of Hard Rock

## Vidéographie
- Final Episode (Let's Change the Channel)
- A Prophecy
- If You Can't Ride Two Horses at Once… You Should Get Out of the Circus
- To The Stage
- Closure
- Not The American Average
- Through Sin and Self Destruction (Reckless and Relentless, To The Stage et Dear Insanity)
- Breathless
- The Death of Me
- Run Free
- Killing You
- Moving On'
- I Won't Give In
- The Black
- Let It Sleep
- Here I Am
- Into The Fire
- Alone in a Room
- Vultures
- The Violence
- Antisocialist
- House on Fire
- Faded Out (feat. Within Temptation)